# David Mandago Kipkorir
David Mandago Kipkorir (* 21. Juni 1978) ist ein kenianischer Marathonläufer.
2004 siegte er beim Neapel-Marathon sowie beim Lausanne-Marathon und wurde Dritter beim Florenz-Marathon in 2:12:34 h. 2005 wurde er Fünfter beim Turin-Marathon in 2:12:50 und gewann den Montreal-Marathon.
2006 steigerte er seine Bestzeit auf 2:08:38, als er den Rom-Marathon gewann; außerdem wurde er in diesem Jahr jeweils Zweiter beim Mumbai- und beim Peking-Marathon, bei dem er 2007 den vierten Platz belegte.
2008 verbesserte er zuerst seinen persönlichen Halbmarathon-Rekord auf 1:00:23 und siegte dann beim Hamburg-Marathon in 2:07:23. Beim Chicago-Marathon desselben Jahres wurde er Zweiter in 2:07:37, und 2009 wurde er Sechster beim Paris-Marathon mit seinem persönlichen Rekord von 2:06:53. 